# Яйпан
Яйпан (узб. Yaypan) — місто в Ферганській області Узбекистану. Адміністративний центр Узбекистанського району цієї області. У 1989 році населення міста становило 15 984 людини, а в 2016 році — 24 900 осіб.